# ناتالی وارد
ناتالی وارد (انگلیسی: Natalie Ward; ۲۴ دسامبر ۱۹۷۵ – ) بازیکن سافت‌بال اهل استرالیا بود.
وی در مسابقات کشوری و بین‌المللی در مجموع برندهٔ ۱ مدال نقره، ۳ مدال برنز شده‌است.